# Salvador Cabeza de León
Salvador Cabeza de León (Betanzos, 4 de febrer de 1864 - Santiago de Compostel·la, 20 de maig de 1934) fou un destacat galleguista, professor i polític gallec.

## Trajectòria
Membre de la Joventut Catòlica, fou un carlista convençut. Es llicencià en dret a la Universitat de Santiago de Compostel·la en 1884. Amic d'Alfredo Brañas, de qui fou professor auxiliar, fins a obtenir la seva pròpia càtedra de Dret Internacional el 1903. Després de la dimissió presentada per Francisco Piñeiro Pérez, fou elegit provisionalment alcalde de Compostel·la el dia 30 de novembre de 1910, fins a la seva presa de possessió efectiva el 20 de febrer de 1911, després que Piñeiro reconfirmés la seva renúncia dies abans. Romandria en el càrrec fins al 1914. També fou degà de la Facultat de Dret.
En novembre de 1890 participà en la constitució de l'Associació Regionalista Gallega que presidí Manuel Murguía, i en la Lliga Gallega de Santiago. Fou soci fundador de la Real Academia Galega. El 1919 s'integrà en la Irmandade da Fala de Compostel·la i fou elegit vocal del Comité Compostelán da Asociación Española para o Progreso das Ciencias. El 1925 passà a ocupar la presidència del Seminario de Estudos Galegos, que no abandonà fins a la seva mort.
Morí el 1934, a punt de jubilar-se.